# Janne Hyytiäinen
Janne Hyytiäinen, född 23 augusti 1968, är en finländsk skådespelare.
Hyytiäinen har bland annat medverkat i filmerna Höstlöv som faller och Ada och Glada. Han har även medverkat i TV-serien Lovi.

## Filmografi (i urval)
- 2014 – Ada och Glada (film)
- 2021 – Lovi (TV-serie)
- 2022 – Svart ljus (TV-serie)
- 2023 – Höstlöv som faller
- 2025 – Lilla Sibirien